# Zgrada Sučić (Krapina)
Zgrada u Sučić je objekt u gradu Krapina.

## Opis
Stambeno-poslovna zgrada u Rendićevoj ulici slobodnostojeća je jednokatnica pravokutnog tlocrta građena od opeke. Glavno pročelje okrenuto na ulicu raščlanjeno je s pet prozorskih osi, a u sredini se nalazi balkon sa željeznom ogradom. Prizemlje je svođeno češkim svodovima dok je stropna konstrukcija kata drveni grednik. Krovište je dvostrešno s poluskošenim zabatima, pokriveno utorenim crijepom. Zgrada je sagrađena početkom 19. st., a njena tlocrtna dispozicija unutarnjeg prostora, oblikovanje pročelja i konstruktivni oblici svodova ukazuju na pojednostavljene elemente klasicističke arhitekture toga vremena.

## Zaštita
Pod oznakom Z-4443 zavedena je kao nepokretno kulturno dobro - pojedinačno, pravna statusa zaštićena kulturnog dobra.